# Myrcianthes pungens
Espèce
Classification phylogénétique
Statut de conservation UICN

 EN  : En danger
Myrcianthes pungens, le guabiyu, est une espèce de plantes à fleurs du genre Myrcianthes et de la famille des Myrtaceae. C'est un arbre de taille moyenne originaire de Bolivie, du Brésil, de l'Argentine, du Paraguay et de l'Uruguay.